# 諏訪尚太郎
諏訪 尚太郎（すわ しょうたろう、1886年（明治19年）8月4日） - 1957年（昭和32年）10月17日は、日本の実業家。

## 人物
豪農の家に生まれ、大学卒業後、肥料商店を営み芸能に興味をもって鶴岡劇場（株）を設立した。
『庄内音頭』の作詞・作曲者でもある。
庄内電気鉄道（現・庄内交通）、羽前織物信用組合、鶴岡米穀取引所、鶴岡織物、鶴岡日報社、などの役員も務めた。

## 略歴
- 1886年（明治19年）8月4日 - 西田川郡西目村上京田（現・山形県鶴岡市）の豪農・諏訪八右衛門の長男として生れる。
- 1906年（明治39年） -  西田川中学校（現・山形県立鶴岡南高等学校）卒業
- 1912年（大正元年）[元号要検証] - 早稲田大学卒業
- 肥料屋『丸八商店』開業
- 1917年（大正6年） - 鶴岡劇場を設立
- 1921年（大正10年） - 運送倉庫業 開業
- 1922年（大正11年） - 鶴岡演芸（株）設立
- 1924年（大正13年） - この時、30万坪の農地を所有していた。
- 1957年（昭和32年）10月17日 -  71歳で死去。鶴岡市の大督寺に墓がある。

## 作詞・作曲
- 『庄内音頭』

## 家族親族
- 父：諏訪八右衛門 - 豪農
- 弟：諏訪順次郎
- 義弟：諏訪熊太郎 - 宗教家
- 姪：諏訪根自子 - ヴァイオリニスト

## 参考資料
- 『庄内人名辞典』 大瀬欽哉（代表編者） 致道博物館内「庄内人名辞典刊行会」（発行）